# Potik, Kozova
Potik (în ucraineană Потік) este localitatea de reședință a comunei Potik din raionul Kozova, regiunea Ternopil, Ucraina.

## Demografie
Componența lingvistică a localității Potik
     Ucraineană (99,83%)
     Alte limbi (0,17%)
Conform recensământului din 2001, majoritatea populației localității Potik era vorbitoare de ucraineană (99,83%), existând în minoritate și vorbitori de alte limbi.